# Pavel Kotsour
Pavel Kotsour (ou Kotsur) est un joueur d'échecs kazakh né le 3 janvier 1974 à Tselinograd
Au 1er juillet 2020, Koutsour est le no 2 kazakh avec un classement Elo de 2 517 points.

## Biographie et carrière
Kotsour est grand maître international depuis 1996 et remporta le championnat du Kazakhstan en 2011.
Il se qualifia au championnat du monde d'échecs en 1999, 2002 et 2004 ainsi qu'à la Coupe du monde d'échecs 2005 et fut éliminé à chaque fois au premier tour.

## Compétitions par équipe
Kotsour a représenté le Kazakhstan lors de sept olympiades de 1994 à 2014. Il jouait au premier échiquier en 2000 et 2002 et marqua 39,5 points lors de ses 75 parties. Il participa également au championnat du monde d'échecs par équipes de 1997 et marqua 4 points sur 9 au premier échiquier.